# 泰斯托夫-施泰因福特
泰斯托夫-施泰因福特是德国梅克伦堡-前波美拉尼亚州的一个市镇。总面积23.87平方公里，总人口644人，其中男性335人，女性309人（2011年12月31日），人口密度27人/平方公里。